# Battaglia di Lodrone
La battaglia di Lodrone fu un episodio della terza guerra di indipendenza italiana. Fu combattuta nei territori comunali di  Bagolino e Storo, il 7 e 10 luglio 1866, tra il 3º Reggimento Volontari Italiani comandato dal colonnello Giacinto Bruzzesi  del Corpo Volontari Italiani di Giuseppe Garibaldi e gli austriaci dell'11º Reggimento "Principe ereditario Alberto di Sassonia",  comandato dal tenente colonnello Hermann Thour von Fernburg della 8ª Divisione del generale Von Kuhn. Vinta dagli Italiani costrinse gli Austriaci a ripiegare nei forti d'Ampola e Lardaro.

## Contesto
Gli Austriaci costretti dopo la battaglia di Monte Suello del 3 luglio a ripiegare all'interno della Valle del Chiese, il 7 luglio ripresero l'offensiva nella Piana d'Oneda con l'intento di far arretrare i garibaldini verso la Rocca d'Anfo, ove si trovava il quartier generale di Giuseppe Garibaldi.

## I combattimenti
Il giorno 7 luglio un forte reparto austriaco al comando del capitano Ludwig von Gredler, proveniente dal forte d'Ampola, attaccò a Lodrone i garibaldini costringendoli a retrocedere sul pendio di Monte Suello, che era ben organizzato a difesa con alcuni pezzi d'artiglieria della 9ª Batteria della Brigata campale comandata dal maggiore Orazio Dogliotti.
Constata la forte posizione degli Italiani, il tenente colonnello Hermann Thour von Fernburg, comandante le operazioni, ordinò il ripiegamento sulle posizioni originarie. All'inseguimento dei garibaldini rispose l'artiglieria austriaca, che rimasta in posizione arretrata frenò con il suo tiro l'irruenza degli assalitori.
A fine giornata si contarono 5 feriti per gli Austriaci, mentre i garibaldini accusarono 2 morti, 4 feriti, 4 prigionieri e 2 dispersi.

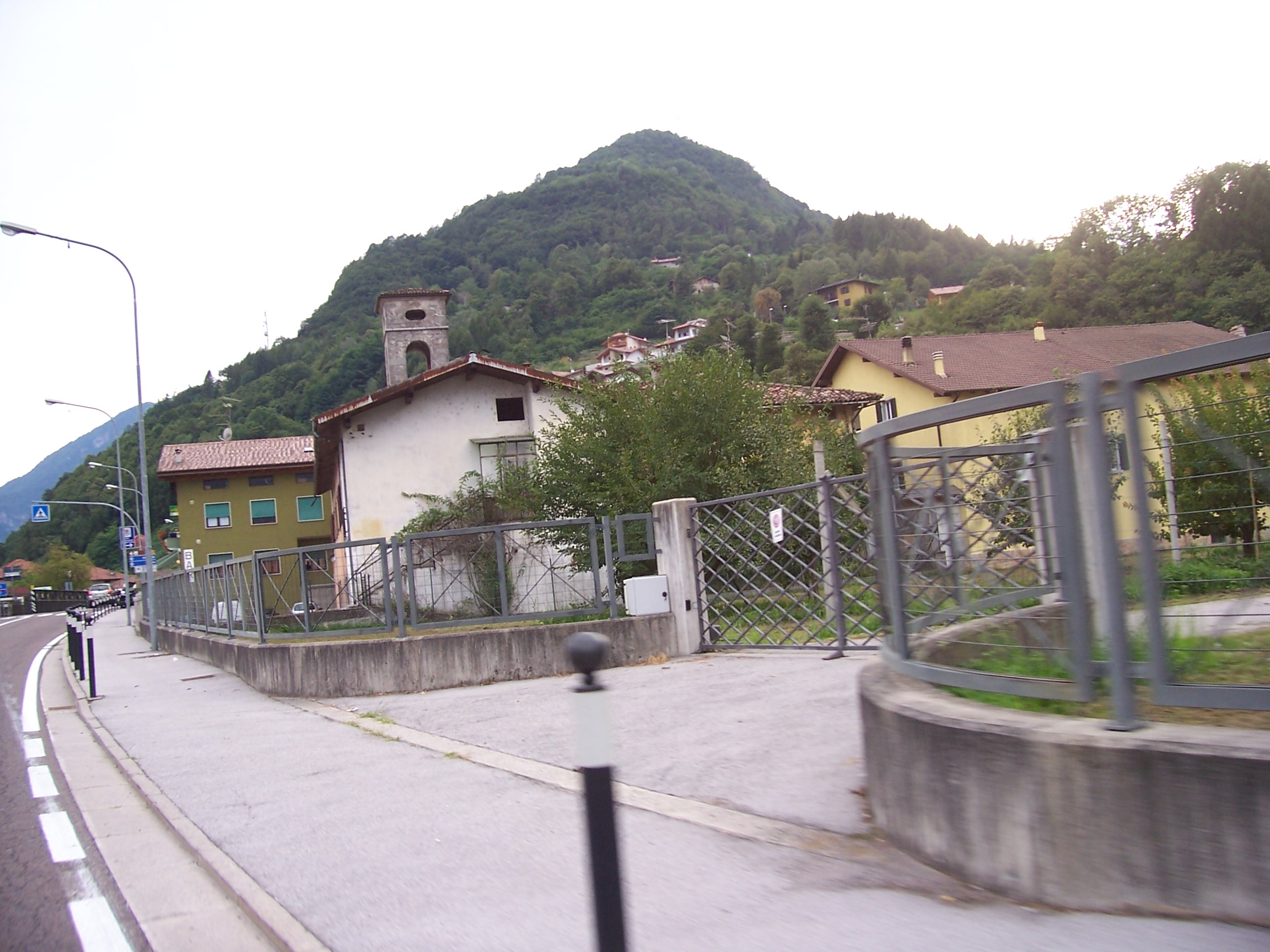
Ponte Caffaro visto da Lodrone

Il mattino del 10 luglio iniziò un'altra offensiva austriaca. Il capitano Henrich Melzer von Bärenheim, sempre del comando di von Thour, puntò versò Monte Suello con cinque compagnie e artiglieria, mentre il capitano Ludwig von Gredler, con due compagnie e artiglieria si diresse verso Bondone per contrastare i garibaldini provenienti dalla Val Vestino.
I garibaldini, attaccati verso le 15.00, si ritirarono dapprima a Lodrone poi a Ponte Caffaro. Qui, due compagnie del 3º Reggimento, resistettero sostenute dall'artiglieria e poi passarono all'offensiva con tutto il reparto costringendo il nemico ad abbandonare Darzo e a ripiegare in disordine a Storo e nella Valle d'Ampola.
Le perdite furono 3 morti, 19 feriti e 7 dispersi per gli Italiani, 3 morti, 9 feriti e 1 disperso per gli Austriaci.

## Conseguenze

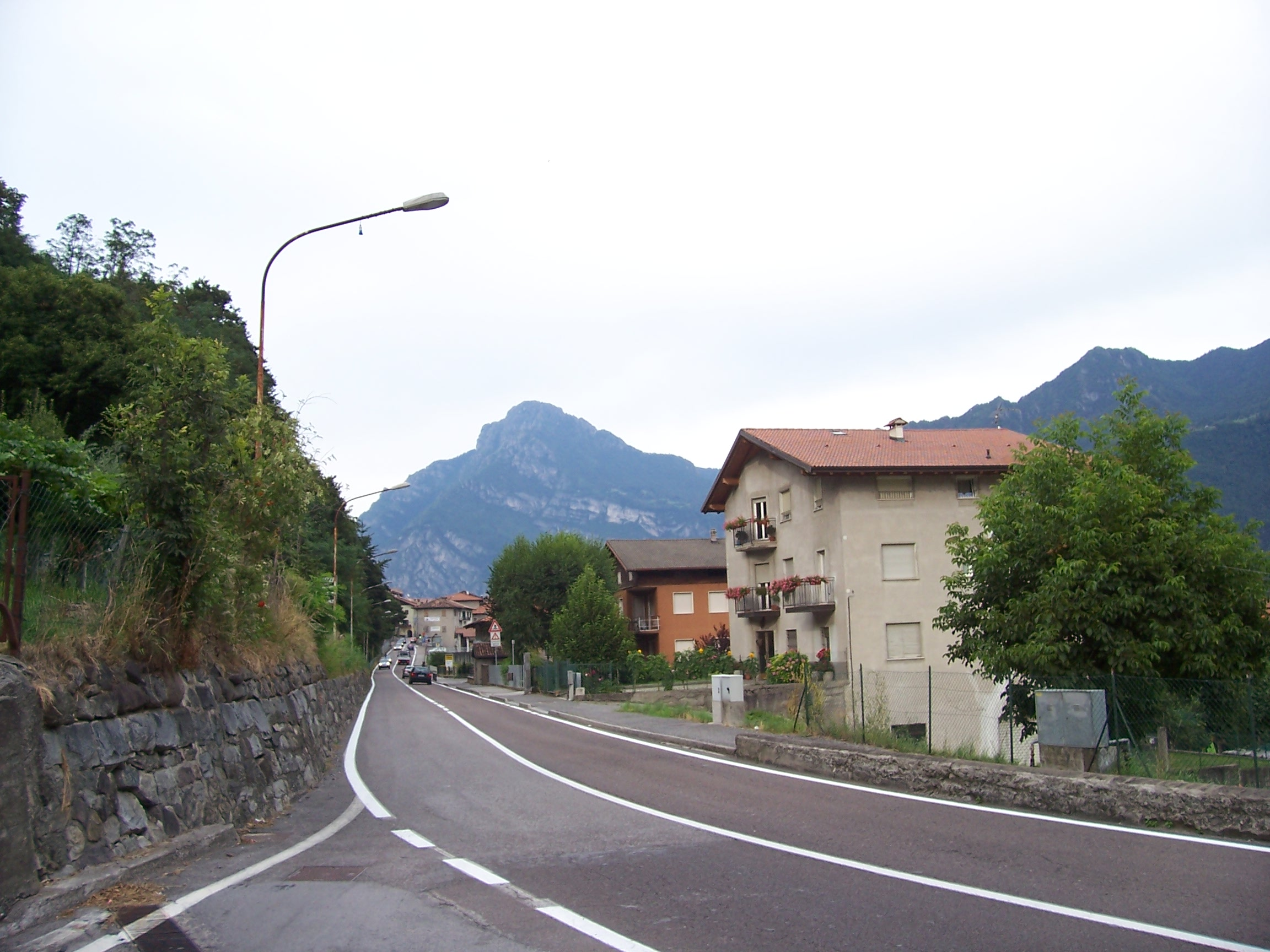
Lodrone di Storo

Vinta la battaglia, il Corpo Volontari Italiani occupò la Valle del Chiese fino a Storo e Condino. Il generale Giuseppe Garibaldi, sofferente per la ferita del 3 luglio, colse l'occasione della pausa d'armi per riordinare i propri reparti e porre le basi organizzative per l'assedio del Forte d'Ampola.